# اشلی فیلیپس (بازیکن فوتبال، زاده ۲۰۰۵)
اشلی فیلیپس (زاده ۲۶ ژوئن ۲۰۰۵) یک بازیکن فوتبال اهل انگلستان است که هم اکنون برای باشگاه فوتبال استوک سیتی در پست مدافع بازی می‌کند.